# السياسة وحقوق الإنسان
ترتبط حقوق الإنسان إرتباطاً وثيقاً بالحفاظ على سياسة الدول ومكانتها العالمية إلا أن أمر تسييس حقوق الإنسان يُعد مرفوضاً من قبل المجتمع الدولي، ومن أبرز الأمثلة في هذا السياق لجنة الأمم المتحدة لحقوق الإنسان في عام 1946 ل كي تحبك النسيج القانوني الدولي الذي يحمي حقوقنا وحرياتنا الأساسية. واللجنة، المؤلفة من دول أعضاء عددها 53 دولة، حيث اتسع نطاق صلاحياتها مع مرور الوقت لتمكينها من التصدي لجميع المشاكل المتعلقة بحقوق الإنسان ووضعت معايير لتنظيم سلوك الدول. كما عملت اللجنة بوصفها محفلاً قامت فيه البلدان كبيرها وصغيرها والمجموعات غير الحكومية والمدافعون عن حقوق الإنسان من جميع أنحاء العالم بالإعراب عن شواغلهم، وقد أُتهمت هذه اللجنة بتوجهاتها السياسية و إتهامها بعدم الحيادية والموضوعية، لذلك فقد حل محلها مجلس حقوق الإنسان في 15 آذار/مارس 2006، وهو هيئة حكومية دولية داخل منظومة الأمم المتحدة مسؤولة عن تدعيم تعزيز جميع حقوق الإنسان وحمايتها في جميع أرجاء العالم وعن تناول حالات انتهاكات حقوق الإنسان وتقديم توصيات بشأنها. والمجلس لديه القدرة على مناقشة جميع القضايا والحالات المواضيعية لحقوق الإنسان التي تتطلب اهتمامه طوال العام. ويعقد المجلس اجتماعاته في مكتب الأمم المتحدة في جنيف، والمجلس مؤلف من 47 دولة عضواً في الأمم المتحدة تنتخبها الجمعية العامة للأمم المتحدة. وقد حل مجلس حقوق الإنسان محل لجنة الأمم المتحدة السابقة لحقوق الإنسان .
1. ↑  Afraa. "تسييس حقوق الإنسان.. بقلم: منهل ابراهيم". S A N A. مؤرشف من الأصل في 2023-02-22. اطلع عليه بتاريخ 2023-01-24.
2. ↑  "تسييس حقوق الإنسان.. تزييف للواقع". العربية. 23 سبتمبر 2021. مؤرشف من الأصل في 2023-02-22. اطلع عليه بتاريخ 2023-01-24.
3. ↑  "مفوضية الأمم المتحدة السامية لحقوق الإنسان | مقدمة". OHCHR. مؤرشف من الأصل في 2023-02-22. اطلع عليه بتاريخ 2023-01-24.
4. ↑  "مفوضية الأمم المتحدة السامية لحقوق الإنسان | معلومات أساسية عن مجلس حقوق الإنسان". OHCHR. مؤرشف من الأصل في 2023-02-22. اطلع عليه بتاريخ 2023-01-24.